# Juan Carlos Reveco
Juan Carlos Reveco (* 21. August 1983 in Malargüe, Argentinien) ist ein ehemaliger argentinischer Boxer im Halbfliegen- und Fliegengewicht.

## Profikarriere
Am 22. Juni 2007 boxte er im Halbfliegengewicht gegen Nethra Sasiprapa um die vakante WBA-Weltmeisterschaft und gewann durch klassischen K. o. in Runde 8. Diesen Gürtel verlor er allerdings bereits in seiner zweiten Titelverteidigung an Brahim Asloum im Dezember desselben Jahres nach Punkten. 
Am 15. August 2009 besiegte er Francisco Rosas nach Punkten und wurde dadurch WBA-Interimsweltmeister. Am 28. August desselben Jahres wurde er kampflos zum regulären WBA-Weltmeister ernannt. Diesen Gürtel hielt er bis Februar des darauffolgenden Jahres.
Am 10. Juni 2011 wurde er WBA-Interimsweltmeister im Fliegengewicht. Im Dezember des darauffolgenden Jahres wurde er kampflos zum regulären WBA-Weltmeister ernannt. Insgesamt verteidigte Reveco diesen Titel sechs Mal und verlor ihn am 22. April 2015 gegen Kazuto Ioka durch Mehrheitsentscheidung.